# Amišové

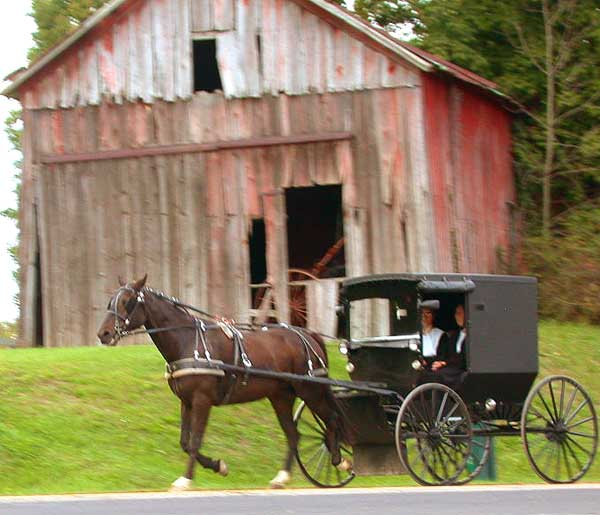
Amišská krytá bryčka

Amišové (anglicky Amish, ['aːmɪʃ], pensylvánskou němčinou Amisch, česky též amité či amenité) jsou křesťanská denominace představující jednu z větví novokřtěnců. Její členové jsou soustředěni zejména v Kanadě a USA (konkrétně hlavně v Pensylvánii, Ohiu a Indianě). Amišové se jim začalo říkat jakožto následovníkům Jakoba Ammanna. Amišové starého řádu (Old Order Amish) jsou známi především přísnými zákazy používání techniky (nesmějí používat auta a podobné dopravní prostředky, telefon, elektřinu), uniformními starosvětskými oděvy a dalšími zvláštnostmi. Odmítají militarismus a násilí a zastávají ideu, že žena je podřízena muži. Existuje i řada tzv. modernějších směrů hnutí, které restrikce vůči používání techniky do určité míry omezily; některé skupiny se spojily s mennonity. Většina z nich mluví německým dialektem, tzv. pensylvánskou němčinou.

## Organizace
Amišové žijí na venkově, živí se zemědělstvím či malým obchodováním a výrobou nábytku. Kolem 25 rodin tvoří církevní okrsek (průměrně to znamená asi 75 dospělých). Každý okrsek má svého biskupa, dva kazatele, jednoho diakona a svou soukromou školu. Bohoslužby slouží každých čtrnáct dní v domech členů. Amišové odmítají vládní pomoc, jakožto i pojištění; o své členy se společenství stará po celý život. Amišové platí federální, státní i místní daně s výjimkou starobního pojištění. Každý okrsek má vlastní samosprávu podle nepsaného tradičního Řádu (Ordnung) a inklinací místního biskupa. Jednou za rok má každý okrsek shromáždění všech členů, kde se diskutují problémy a možné změny. Ženy i muži mají hlas v rozhodování. Ježto neexistuje žádná centrální byrokracie, každý okrsek má poněkud rozdílné zvyky a pravidla. Noví kazatelé jsou vyvoleni prostřednictvím loterie z několika doporučených kandidátů. (Loterie je brána jako boží vůle.) Biskupa či kazatele také může členstvo exkomunikovat.

## Demografie

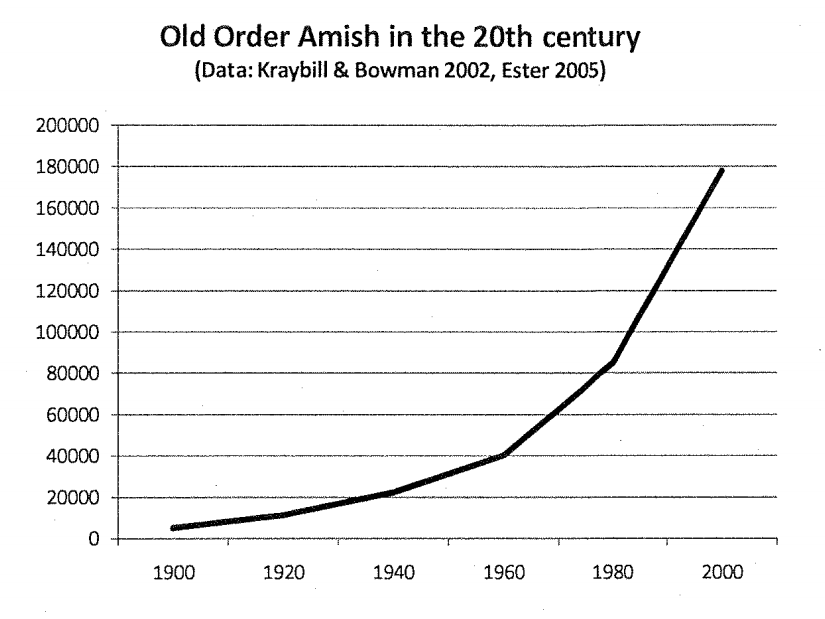
Populace amišů vykazuje znaky exponenciálního růstu

V roce 2010 žilo v USA asi 249 tisíc amišů, což představuje dvojnásobný počet oproti roku 1992, kdy jich bylo 125 tisíc. Pro srovnání, v roce 1920 jich bylo pouhých 5000. Průměrný přírůstek přívrženců hnutí v posledních letech činil 4 % ročně, což způsobuje kombinace velmi vysoké porodnosti (průměrně 6,8 dětí na rodinu) a nižší dětská úmrtnost oproti průměru americké společnosti.

## Učení a zvyky
Amišové jsou pacifistickým náboženským směrem, který vychází z Bible. Svou víru nikomu nevnucují. Izolují se od mainstreamové společnosti, avšak často mají „anglické“ (Englischer) sousedy. Žijí v okrscích, kde každá rodina vlastní hospodářství. Provozují a spravují vlastní osmileté základní školy; většina amišů má pouze základní vzdělání. Vynikají zejména v zemědělství, svá pole amišové obdělávají koňmi. Jelikož nepřipouštějí volný technický rozvoj, traktor používají jen omezeně. Některé okrsky dovolují stroje, pokud jsou poháněny místní energií (většinou dieselovým generátorem). Nemohou vlastnit telefon, ale v případě nouze mohou zavolat z telefonní budky. Místo aut používají vůz tažený koňmi, v zadní části vozu však musejí mít umístěný výstražný trojúhelník, aby směli jezdit po silnicích.
Ženy nosí jednoduché dlouhé šaty, kterých mohou vlastnit pouze čtyři kusy (na praní, běžné nošení, bohoslužby a jedny jsou rezervní). Součástí oděvu ženy je vždy pokrývka hlavy ve formě čepce nebo šátku. Muži nosí černé kalhoty, jednobarevnou košili, vestu a na hlavě klobouk – v létě slaměný, v zimě z černé látky. Oděv je bez límečků a knoflíků.
Zakazuje se jakákoli tělesná úprava vzhledu, jakou je např. tetování, piercing, apod. Amišové také nenosí náramky, hodinky a podobné doplňky. Výjimkou je jakákoli úprava vzhledu nebo nošení předmětů z praktických nebo zdravotních důvodů (např. stříhání vlasů). Svobodní muži si holí tvář do hladka, ženatí muži nosí plnovous.
V domě žijí děti s rodiči a prarodiči. Rodina mívá obvykle 5–8 dětí a o jejich výchovu se starají oba rodiče. Mužskou práci představuje péče o rodinné hospodářství či obchod, žena se pak stará o chod domácnosti, velkou zahradu a malá zvířata. Děti pomáhají s prací od útlého věku. Amišové striktně odmítají nábožensky smíšená manželství a za jejich uzavření své stoupence exkomunikují.

## Rumspringa

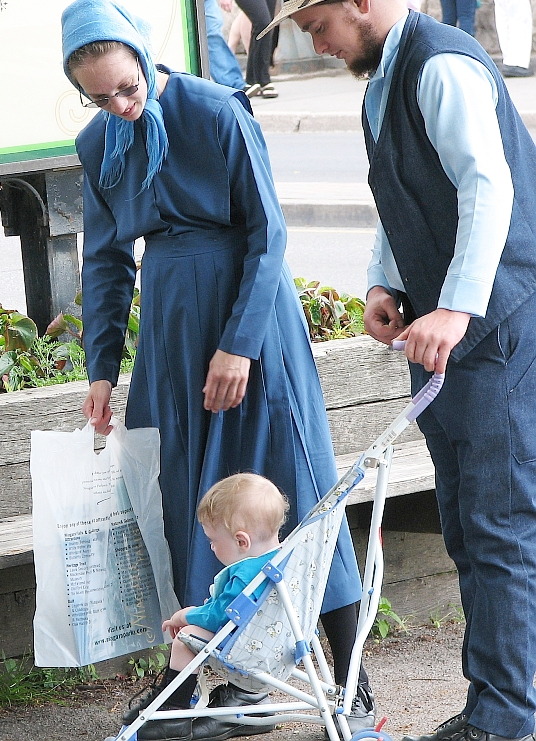
Rodina amišů

Podle tradice rumspringa mohou mladí lidé (od šestnáctých narozenin) „ochutnat svět“, tedy život v okolní společnosti. Slovo rumspringa patrně pochází z německého herumspringen, do češtiny přeložitelné jako „toulání.“ Během rumspringy může mládež nosit oblečení, jaké nosí majoritní společnost, chodit do školy, mít i auto (diskrétně), držet se s přáteli mimo komunitu atp. Rodiče doufají, že jejich děti si nakonec „vyberou správně“ a že okolní svět je přestane lákat a děti se navrátí k životu ve společenství amišů. Tento zvyk umožňuje relativně svobodné rozhodnutí nechat se pokřtít a věnovat se komunitě. Velká většina mladých lidí se nakonec rozhodne zůstat. Avšak pokud člověk jednou projde křtem, musí se podrobit Řádu a pokud se nepodrobí, riskuje ostrakismus (stranění).

## Rozdíly mezi amiši a mennonity
Většina mennonitů je dnes do velké míry moderní, kdežto většina amišů udržuje tradiční život (plnovous, starobylé, jednoduché šaty, koňské potahy, zákaz elektřiny atp.). Ale existují i velmi tradiční mennonité. Obě dvě sekty na sebe mají vzájemný vliv a někdy splývají dohromady. Amišové nestaví kostely (bohoslužby se slouží v domech členů), slaví večeři Páně dvakrát do roka a důsledně dbají na separaci od světa. Mají většinou přísnější církevní kázeň.

## V kultuře

### Hudba
Parodii na život amišů představuje klip Amish Paradise známého parodizéra vystupujícího pod jménem Weird Al Yankovic z roku 1996. Jde o remake Cooliovy hip hopové písně Gangsta's Paradise, ve které účinkuje i slavný rapper Tupac Shakur. Samotná skladba Gangsta's Paradise je remakem písně od Stevie Wondera – Past Time Paradise.

### Film
Drama Petera Weira Svědek z roku 1985 je situováno a natočeno v amišské komunitě Lancaster County.
V komedii Kingpin bývalý bowlingový šampion trénuje mladého amiše na účast v bowlingovém turnaji, aby vyhrál peníze na záchranu hospodářství své rodiny.
Spasení Sarah Cainové z roku 2007 zachycuje přestěhování amišských dětí do velkoměsta.
Film Amish Grace popisuje události kolem střelby v amišské škole v Nickel Mines v Pensylvánii.
Komedie Vidláci (For Richer or Poorer) z roku 1997 popisuje útěk manželského páru z New Yorku před berním úřadem kvůli daňovým únikům, jejich útočištěm se stane rodina amenitů.
Ve filmu Sex Drive (2008) hrdinům příběhu amišové pomohou při problémech s autem.